# 告別辭：不必悲傷
《告別辭：不必悲傷》為詩人約翰·多恩在旅歐前寫給妻子安娜的一首三十六行玄詩。此詩約寫於1611、1612年，並歸類於玄學詩當中；此詩收錄於《歌與十四行詩》（Songs and Sonnets），在多恩過世後的兩年（1633年）首次出版。此詩善於利用想像及巧妙的比喻來描繪此詩的主題—一對分隔兩地許久的夫妻。在多恩的其他作品中，與此詩有著相似主題的包括：〈告別辭：關於窗戶上我的名字〉、〈告別辭：關於哭泣〉（A Valediction: of Weeping）以及神學冥想第三章（Meditation III from the Holy Sonnets）。
在此詩當中，約翰·多恩藉由圓規來類比夫妻之間儘管為兩個獨立個體，卻擁有著千絲萬縷的連繫關係，此寫作方式受到褒貶不一的評價：一部分的人認為這種譬喻技巧用得極為精湛；一部份的人則批評此種譬喻方式過於抽象，但儘管如此，此詩仍被譽為英國詩當中最著名、歷久不衰的幻想詩。除此之外，評論家亦點出多恩在此詩中的用詞極為精妙，尤其是遍及《詩歌集》當中的煉金術主題。

## 背景
約翰·多恩生於1527年1月21日的富商之家，父親名約翰·多恩，從事五金產業，並且為倫敦同業公會的會長之一，母親為伊麗莎白。約翰·多恩的父親在他四歲時去世，然而他卻沒有被教育要從商，反而是接受紳士教育；靠著父親留下來的錢，多恩得以聘請私人家教來學習文法、修辭、數學、歷史及外語。伊莉莎白很快便改嫁給一位富裕的醫生，也讓家庭能繼續寬裕的生活。因此，儘管身為五金商的兒子，且多恩也在早期的詩中描繪自己為一個外行人，他仍堅持自己是一名紳士。 在就讀完牛津大學赫特福德學院後，也進入律師學院之一的林肯學院就讀，學習歷史、詩歌、神學及人文和語言。也是在這個時期，多恩開始了詩的創作。但多恩把詩的創作稱為「一個生命中的跡象或是輕微的刺激」，而不是定義他生命的東西。
1597年11月，約翰·多恩成為了湯瑪士．艾傑頓（Thomas Egerton）的秘書，並在1599年認識了艾傑頓的姪女安娜·摩爾，並且於1600年的夏天熱戀。由兩人往來的書信中可以看到摩爾的父親喬治．摩爾的逐漸加深的懷疑，以及多恩在艾傑頓的應允下誓言要接過安娜。 喬治·摩爾在1602年發現了兩人已經偷偷完婚，因此以違反教會法的名義將多恩送進了倫敦的佛里特監獄。艾傑頓在被多次要求後同意解雇多恩，而多恩在寫信給艾傑頓後出獄，且在審判中判定婚姻合法，並被免除罪名。〈告別辭：不必悲傷〉為多恩在1611年或1612年，即將與羅伯特·德魯力前往歐洲大陸前寫給已經懷孕的妻子安娜的詩歌，並在多恩過世後，於1633年與其他作品一起出版為《歌與十四行詩》。

## 詩文
本詩共有36句：
　像好人善終的時候，
　低聲呼喚他們的靈魂走，
　他們的一些哀傷的朋友
　說「現在斷氣了」，有些說「沒有」，
　我們要一聲不響的消融，
　不要淚痕滔滔，嘆息如風暴；
　對俗人講說我們的愛情
　那是把我們的快樂褻瀆了。

在上述幾節詩中，多恩將一對戀人的別離與死亡相比，期待戀人的分離是安靜的、沒有掙扎的，能夠自願離開，即使離別無可避免。同時，他認為戀人的分開如同死時靈魂和肉體分離。瑞米‧塔格夫反駁這個看法，他認為多恩並沒有將戀人別離視為永恆（如同死亡），而是用死亡比擬分離所帶來的挑戰，是對兩人關係在未來能否持續的一種確認。
　地震帶來災害與恐怖，
　大家了解其意義；
　但是天體圓殼轉動的幅度
　雖然大得多，卻是無害的。

文學與語言研究－德克薩斯州 的作者彼得·L·拉德尼基在書中特別提到這節詩中「極端複雜的意象」。"Moving of th' earth"不被解讀為地震，
當時哥白尼在1543年發表的地動說中關於地球移動的理論。這個說法被下一句"trepidation of the spheres"佐證，關於天球的說法被用於托勒密系統。從對新理論的接受與否，對比出約翰·多恩及其愛人的分離，不同於其他被困在過時理論中戀人的分離。

　塵世間平庸的愛人
　（他們的靈魂即是官感）忍受不了別離，因為別離會搬走
　構成愛情的材料。
　但我們的愛情崇高得多，
　我們自己也不知道它是什麼，
　兩心相印，眼、唇、手，不能相接
　也不會覺得太難過。
泰瑞莎·M·迪帕斯誇爾指出"refined"這個詞的使用接續了詩的前幾節詩中所設定的煉金術主題，"so much refined"有兩個岐義。是因為戀人的相處使愛昇華，抑或是戀人因為兩人之間的愛而使雙方變成更好的人。
　我倆靈魂因而，合而為一， 　
　縱使我需遠離此地，  　
　也不至於分裂，　  
　卻是像金子被錘鍊成飄渺的絲箔。　
這些句子運用黃金來形容筆者與詩中對象之間的愛情。於將黃金延展的同時，這對佳偶之間的距離亦更加遙遠，而金子能覆蓋更廣的空間—它已然延展、遍佈。
將黃金錘煉成飄渺的薄絲—以空氣將之廣佈—也意味著此份愛情已經無所不在，成為如空氣一般的存在。
　若必須一分為二， 　
　也像圓規的雙腳一般篤定。　  
　你那堅穩地站立，絲毫不為所動的支腳，　
　隨著 另一隻腳佇停與游走。　
　雖說這隻固定的支腳獨自在中心點矗立，　
　當另一支在他處漫遊，　
　這隻腳便朝他所在傾聽嚮往，　
　在其回返時歸回原點。　

　就像你之於我，當我必須在外傾斜游移，　 
　而你的堅定始終持續如一，　  
　使我能構出完全的圓，　  
　在遠離之後仍能回到起始點。　
在這裡以畫圓時所運用的圓規來象徵兩位愛人之間的對比。當其中一位始終固定、成為不動的中心，另一位卻不停的漫遊，這兩者有著無法分離的連結與相互依存的羈絆，持續持有無法分割的情感就算兩隻圓規支腳間的距離不斷增遠。愛可莎・古柏莉在此詩文中指認出了一個雙關語， "the fix'd foot... Thy firmness makes my circle just”，一個在中心帶有原點的圓型是黃金的煉金術符號，亦是上一詩節中提到的元素。 

## 主題
這是一首以愛情為主題的詩。亞利桑那州大學的 梅格·洛塔·布朗教授說，整首詩，形容愛情會因為環境的不同而稍有變化但又始終未變。尤其是最後三行圓規的比喻，一個人是圓規的軸心，另一個人是圓規的腳，雖然在外遊移但兩個人從未分離。愛可莎・古柏莉強調這首告別的詩可以看出詩人對於死亡的恐懼，再再在他的情詩裡出現，一如詩人在其他首詩可看出他認為情慾的神聖。詩以一對愛侶的分離與死亡做為開頭，接著以宗教式的方式描述了性，並說如果戀人們敘述愛情，便會污衊了愛本身。
塔格夫認為這首詩跟他更早之前的另一首〈告別辭：關於窗戶上我的名字〉是相互呼應的，一首告別詩的首段宛若另一首告別詩的結尾。在〈大學評論〉中發表評論的J.D. 珍則將這首詩與神學冥想第三章做了比較。卡蘿·馬克思·薛德曼並將其與另一首〈告別辭：關於哭泣〉再做比較，認為這首詩以哀悼做為開頭，哭泣做為結尾，因為他知道「淚流滿面」與「滿腹的憂愁」並不是他與他的愛人所喜歡用以形容他們的愛情的。
多恩用死亡來隱喻離別，是一個非典型且出乎意料的隱喻。這是一首勸離別的愛人不要哀傷的情詩，然而多恩卻精妙地使用並轉化死亡所代表的永遠離別之意，變成勸慰愛人此生永不分離之意。多恩時常在詩中注入天主教的精神，以此觀點可以理解詩中「死亡」的意象。好人善終的時候，他們因為生前做了許多合乎神旨意的善行，因此神會在他們死後擁抱他們進入永生世界，有了這樣的信心，所以他們對死亡是無所畏懼且感到安靜平和。此外，如同好人(義人)的靈魂會通過最後的審判而復活，回到他的身體，詩人與愛人離別後終究會再次復合。所以，這個死亡的意象，是多恩想要勸慰愛人不要為短暫的分離而哀傷，因為憑著彼此間愛情的高尚與穩固，可以如好人臨終時那樣的安然與感到信心。

## 評價
這是約翰·多恩最負盛名的離別詩，西奧多·瑞帕特讚賞其"告別辭"中的高尚且引人入勝的限制，以及詩中和諧的韻律。塔格夫堅信，讓〈告別辭：不必哀傷〉與其他多恩的離別類詩作區隔的特點，在於多恩留下東西給愛人。多恩並沒有留給他的摯愛任何生理上與精神上的他，反而留給她作詩的力量。也就是說，能讓她不再哀傷的事物不是讓她擁有他的名字、書、心或是靈魂。而是譬喻，正因為譬喻能使他們之間的合一顯得無堅不摧、不會分離。古柏莉以「告別辭」來強調與凸顯多恩的地位。他說:「約翰·多恩是活用單音節字彙的大師，少數的字就能精準抓住詩中句子的意義。」如他在詩中使用「敲擊」而非「繞轉」來說明詩中金箔的比喻。然而，伊恩·諾斯比用羅盤來比喻約翰·多恩塑造精妙比喻的技巧。他說:「有時約翰·多恩用精湛的比喻技巧，來呈現相同意思的詞，並擴充延伸整首詩。」傑佛瑞·格爾特·哈波姆同樣贊同這樣的觀點。他提到約翰·多恩的精妙比喻是「最廣為人知且流傳許久的」。
薛德曼指出，〈告別辭〉是約翰·多恩寫作特色的展現，作品展現了「明確的開頭、中段以新的觀點逐漸取代開頭的論點、以及一個表達清晰且立意明確的結尾」。同時，她也評論這首詩「發展如此的巧妙、結尾如此的完美、卻能使人在面對模式發掘時而在不知覺中地被觸動。」其中，金薄葉的比喻受到T·S·艾略特強烈的批評，認為其並沒有哲學理論的依據；塔格夫不認同此一論點，他指出約翰·多恩有著一貫不變的人生哲學，且該金薄葉的比喻可以追溯至特土良的寫作作品，而特土良對約翰·多恩有著顯著的宗教上的影響。另一位評論者，塞繆爾·詹森，提到詩中圓規的比喻凸顯了玄學詩中被使用，「將相異極大的想法硬是拼湊一起」的"暴力"用法。